# 仙台市立南光台中学校
仙台市立南光台中学校（せんだいしりつ なんこうだいちゅうがっこう）は、宮城県仙台市泉区南光台七丁目にある公立中学校。通称は「南中」（なんちゅう）であるが、仙台市立南小泉中学校、仙台市立南吉成中学校も「南中」と呼ばれており、注意が必要である。

## 概要
大規模な団地造成により人口の急増していた南光台地区に、1978年（昭和53年）、泉市立八乙女中学校より分離、泉市内5校目の中学校として開校。当初、各学年4～5クラスであったが、人口の増加に伴い最大1学年9クラスまで拡大。その後、泉市立南光台東中学校を分離。近年の少子化により、現在では各学年3～4クラスの構成となっている。

## 所在地
- 宮城県仙台市泉区南光台七丁目24番1号

## 沿革
- 1978年（昭和53年）4月 - 泉市立南光台中学校開校。（開校式は4月21日実施）
- 1979年（昭和54年）2月16日 - 校歌制定。
- 1980年（昭和55年） - 南校舎完成。
- 1984年（昭和59年）4月1日 - 泉市立南光台東中学校と分離。
- 1988年（昭和63年）3月1日 - 泉市と仙台市の合併に伴い、仙台市立南光台中学校に名称変更。

## シンボル
- 校木：黒松

## 教育目標
「豊かさ・確かさ・逞しさ」

## 部活動
開校当初より運動部が活発で、ソフトボール部は、泉市中学校総合体育大会で9年連続優勝を誇った。しかし、現在は廃部となった。平成に入ってからは、吹奏楽部が、全日本吹奏楽コンクール　東北大会に出場することが多い。2007年（平成19年）には、市中総体で卓球部が泉区で優勝した。

## 主な卒業生
- 相澤理子（パイロット）
- 安藤沙耶香（グラデル）
- 富澤たけし（お笑いコンビ「サンドウィッチマン」のメンバー）
- 真壁伸弥（ラグビー選手。ラグビー日本代表、サントリーサンゴリアス主将）
- 熊谷敬宥（プロ野球選手。阪神タイガース所属）